# ماثيو رايلي
ماثيو رايلي (بالإنجليزية: Matthew Reilly)‏ (2 يوليو 1974، سيدني في أستراليا)؛ كاتب وروائي أسترالي. درس في جامعة نيو ساوث ويلز.

## روابط خارجية
- ماثيو رايلي على موقع IMDb (الإنجليزية)
- ماثيو رايلي على موقع ألو سيني (الفرنسية)
- ماثيو رايلي على موقع ميوزك برينز (الإنجليزية)
- ماثيو رايلي على موقع قاعدة بيانات الفيلم (الإنجليزية)